# RV March-Thaya-Auen
Die March-Thaya-Auen sind ein Regionalverband (Kleinregion) im nordöstlichen Teil des Weinviertels in Niederösterreich. Die Region grenzt im Norden an Tschechien und die Kleinregion Weinviertler Dreiländereck, im Osten an die Slowakei und im Westen an die Kleinregion Südliches Weinviertel. In der Region sind die Gemeinden Drösing, Dürnkrut, Hohenau an der March, Jedenspeigen, Rabensburg und Ringelsdorf-Niederabsdorf zusammengefasst.

## Ziele des Regionalverbandes
Der im Jahre 1998 gegründete Regionalverband engagiert sich für die Tourismusregion entlang der Flüsse March und Thaya und fördert Bereiche wie Kultur, Land- und Forstwirtschaft, Handel und Gewerbe auch in grenzüberschreitender Hinsicht. Er initiiert und wickelt Schwerpunktthemen und Projekte mit dem Ziel, wirtschaftliche Chancen zu nützen und den Natur- und Kulturraum als Grundlage für Lebensqualität und Naherholung zu erhalten. So wurde etwa der Verein "March Gourmet" als Qualitäts-, Werbe- und Vertriebskooperation für regionale Spezialitäten gegründet und der Regionalverband unterstützt die Vermarktung durch Öffentlichkeitsarbeit, Werbung, Information und Kundenbetreuung. Der sanfte Tourismus in den Auen und Gemeinden wird durch die Regionalentwicklung gefördert.
Die Gemeinden in der Záhorie sind die Kooperationspartner in der Slowakei. Zwischen ihnen und dem RV March-Thaya-Auen findet ein regelmäßiger Austausch statt und es werden gemeinsam Projekte, Feste und andere Aktivitäten geplant und organisiert. Die Gemeinden zu beiden Seiten der March sind durch die einzige Marchbrücke nördlich der Donau verbunden. Sie überspannt die March zwischen Hohenau und Moravský Svätý Ján.

## Die wichtigsten Projekte (Auswahl)
Zu den Schwerpunkten der ganzen Region entlang der Thaya mit ihrer Aulandschaft gehört die Regulation der Gelsen auf biologische Art und Weise. Im Rahmen eines zweijährigen wissenschaftlich betreuten Projekten wurde der biologische Wirkstoff Bacillus thuringiensis israelensis getestet. Dieser Wirkstoff, ein biologischer Eiweißkristall, ist für Gelsenlarven tödlich ohne das natürliche Gleichgewicht zu stören. Er wird regelmäßig von den Gemeinden ausgebracht, um den Lebenszyklus der Gelsen zu regulieren. Diese Aufgabe hat mittlerweile ein eigens dafür gegründeter Verein übernommen.
Zu den regelmäßig stattfindenden Veranstaltungen des Regionalverbandes und seiner Kooperationspartner zählen etwa:
- Kellerbergfeste
- Ritterfest in Dürnkrut und Jedenspeigen
- Hohlwegfest in Niederabsdorf
- Weinherbst
- Krautfest in Stupava